# Campeonato de División Intermedia 1912 de la FAF (Argentina)
El Campeonato de División Intermedia 1912 fue el décimo quinto torneo de segunda categoría organizado por la Argentine Association Football League, el tercero bajo la denominación División Intermedia, y el segundo tras la ruptura de la AAFL que dio origen a la Asociación Argentina de Football (AAF) y a la Federación Argentina de Football (FAF).
Tigre logró el título tras vencer como visitante en la última fecha a Villa Soldati (hoy Barracas Central) por 1-0, y obtuvo así el derecho de integrar la Primera División por primera vez en su historia.

## Formato
Se disputó bajo el sistema de todos contra todos, a dos ruedas, invirtiendo la localía. 

## Equipos
| Equipo              | Ciudad        |
| ------------------- | ------------- |
| Argentinos Juniors  | Villa Ortúzar |
| Argentino de Núñez  | Núñez         |
| Floresta            | Floresta      |
| Hispano Argentino   | Barracas      |
| Independiente       | La Plata      |
| Instituto Americano | Adrogué       |
| Villa Lugano        | Lugano        |
| Villa Soldati       | Barracas      |
| San Fernando        | San Fernando  |
| Tigre               | Tigre         |

### Distribución geográfica de los equipos
| Región                 | Cantidad | Equipos                                                                                           |
| ---------------------- | -------- | ------------------------------------------------------------------------------------------------- |
| Conurbano bonaerense   | 4        | Independiente, Instituto Americano, San Fernando y Tigre                                          |
| Ciudad de Buenos Aires | 6        | Argentinos Juniors, Argentino de Núñez, Floresta, Hispano Argentino, Villa Lugano y Villa Soldati |

## Tabla de posiciones final
| Pos. | Equipo            | Pts. | PJ | PG | PE | PP | GF | GC | Dif. |
| ---- | ----------------- | ---- | -- | -- | -- | -- | -- | -- | ---- |
| 1.º  | Tigre             | 24   | 15 | 11 | 2  | 2  | 27 | 12 | 15   |
| 2.º  | Hispano Argentino | 23   | 15 | 10 | 3  | 2  | 58 | 14 | 44   |

     Se consagró campeón.
- Sin datos oficiales del resto de las posiciones.

## Resultados
| Fecha           | Local                     | Resultado | Visitante                 |
| --------------- | ------------------------- | --------- | ------------------------- |
| 14 de julio     | Argentino de Núñez        | 1-3       | Tigre                     |
| 21 de julio     | Tigre                     | 5-0       | Argentinos Juniors        |
| 28 de julio     | Tigre                     | 1-1       | Hispano Argentino         |
| 4 de agosto     | Instituto Americano       | 1-1       | Tigre                     |
| 11 de agosto    | Tigre                     | 2-1       | Villa Lugano              |
| 18 de agosto    | San Fernando              | 2-1       | Tigre                     |
| 25 de agosto    | Tigre                     | 3-0       | Villa Soldati             |
| 1 de septiembre | Tigre                     | 2-0       | Floresta                  |
| 8 de septiembre | Independiente de La Plata | 3-0       | Tigre                     |
| 27 de octubre   | Tigre                     | 2-0       | Independiente de La Plata |
| 10 de noviembre | Argentinos Juniors        | 1-2       | Tigre                     |
| 11 de noviembre | Floresta                  | *         | Tigre                     |
| 17 de noviembre | Tigre                     | 2-1       | San Fernando              |
| 8 de diciembre  | Hispano Argentino         | 0-2       | Tigre                     |
| 15 de diciembre | Villa Soldati             | 0-1       | Tigre                     |

- Floresta no se presentó en protesta por la designación arbitral. Tigre ganó los puntos.

## Goleador
| Jugador        | Goles | Equipo            |
| -------------- | ----- | ----------------- |
| Alfredo Martín | 31    | Hispano Argentino |